# NGC 2393
NGC 2393 este o galaxie spirală situată în constelația Gemenii. A fost descoperită în 7 februarie 1885 de către Édouard Stephan⁠(d). Se află la o distanță de 63,97 de megaparseci de Pământ.